# Král cyklistiky
Král cyklistiky je anketa o nejlepšího českého (v letech 1965–1992 československého) cyklistu, která je každoročně vyhlašována Českým svazem cyklistiky ve spolupráci se sportovními novináři. Jde o nejstarší takovou sportovní anketu v Československu, koná se již od roku 1965. Historicky prvním vítězem se stal silniční cyklista Pavel Doležel, který vybojoval stříbro při Závodu míru. Královskou korunu vyrobil mezinárodní rozhodčí kolové Jaroslav Fafek na svém pracovišti ve zlatnickém družstvu Soluna.  Nejúspěšnějšími cyklisty v historii ankety jsou bratři Pospíšilové, kteří zvítězili osmkrát, a po nich Ján Svorada, šestinásobný vítěz. Roman Kreuziger zvítězil pětkrát, v největším časovém rozmezí (2004–2018). V roce 2019 zvítězila Romana Labounková, mistryně světa ve fourcrossu, a stala se tak teprve druhou ženou – vítězkou v historii soutěže; jako první v roce 2002 usedla na trůn dráhařka a silničářka Lada Kozlíková.
Kromě samotného Krále jsou vyhlašováni i nejlepší sportovci jednotlivých disciplín – silniční cyklistika, dráhová cyklistika, MTB (horská kola), BMX, cyklokros a sálová cyklistika, dále nejlepší handicapovaní cyklisté, junioři, objev roku a osobnosti uvedené do Síně slávy. Od roku 2004 do 2011 byla volena rovněž Miss cyklistiky.

## Přehled vítězů ankety Král cyklistiky
Československo:
- 1965 – Pavel Doležel (silnice)
- 1966 – Jiří Daler (dráha)
- 1967 – Jiří Daler (dráha)
- 1968 – Jan a Jindřich Pospíšilové (kolová)
- 1969 – Jan a Jindřich Pospíšilové (kolová)
- 1970 – Jan a Jindřich Pospíšilové (kolová)
- 1971 – Ivan Kučírek (dráha)
- 1972 – Jan a Jindřich Pospíšilové (kolová)
- 1973 – Vladimír Vačkář a Miroslav Vymazal (dráha)
- 1974 – Anton Tkáč (dráha)
- 1975 – Jan a Jindřich Pospíšilové (kolová)
- 1976 – Anton Tkáč (dráha)
- 1977 – Miroslav Vymazal (dráha)
- 1978 – Anton Tkáč (dráha)
- 1979 – Jan a Jindřich Pospíšilové (kolová)
- 1980 – Jiří Škoda (silnice)
- 1981 – Miloš Fišera (cyklokros)
- 1982 – Miloš Fišera (cyklokros)
- 1983 – Radomír Šimůnek (cyklokros)
- 1984 – Radomír Šimůnek (cyklokros)
- 1985 – Martin Penc (dráha)
- 1986 – Svatopluk Buchta, Theodor Černý, Pavel Soukup a Aleš Trčka (dráha)
- 1987 – Jan a Jindřich Pospíšilové (kolová)
- 1988 – Jan a Jindřich Pospíšilové (kolová)
- 1989 – Miroslav Berger a Miroslav Kratochvíl (kolová)
- 1990 – Ján Svorada (silnice)
- 1991 – Radomír Šimůnek (cyklokros)
- 1992 – Karel Camrda (cyklokros)

Česko:
- 1993 – Lubor Tesař (silnice)
- 1994 – Pavel Padrnos (silnice)
- 1995 – Ján Svorada (silnice)
- 1996 – Ján Svorada (silnice)
- 1997 – Ján Svorada (silnice)
- 1998 – Ján Svorada (silnice)
- 1999 – Pavel Buráň (dráha)
- 2000 – Pavel Buráň (dráha)
- 2001 – Tomáš Konečný (silnice)
- 2002 – Lada Kozlíková (dráha)
- 2003 – Ján Svorada (silnice)
- 2004 – Roman Kreuziger (silnice)
- 2005 – Ondřej Sosenka (silnice)
- 2006 – Michal Prokop (horská kola a bikros)
- 2007 – Alois Kaňkovský (dráha)
- 2008 – Roman Kreuziger (silnice)
- 2009 – Roman Kreuziger (silnice)
- 2010 – Jaroslav Kulhavý (horská kola)
- 2011 – Jaroslav Kulhavý (horská kola)
- 2012 – Jaroslav Kulhavý (horská kola)
- 2013 – Roman Kreuziger (silnice)[4]
- 2014 – Zdeněk Štybar (cyklokros)[5]
- 2015 – Zdeněk Štybar (silnice)[6]
- 2016 – Jaroslav Kulhavý (horská kola)[7]
- 2017 – Tomáš Bábek (dráha)[8]
- 2018 – Roman Kreuziger (silnice)[9][10]
- 2019 – Romana Labounková (horská kola)[2][3]
- 2020 – Tomáš Bábek (dráha) [11]
- 2021 – Ondřej Cink (horská kola)[12]
- 2022 – Iveta Miculyčová (BMX)[13]
- 2023 – Kristýna Zemanová (cyklokros)[14]
- 2024 - Pavel Bittner (silnice)[15]

## Miss cyklistiky
- 2004 – Tereza Huříková (horská kola)
- 2005 – Tereza Huříková (horská kola)
- 2006 – Tereza Huříková (horská kola)
- 2007 – Jitka Škarnitzlová (horská kola)
- 2008 – Nicole Frýbortová (krasojízda)
- 2009 – Lucie Záleská (silnice, dráha)
- 2010 – Katarína Hranaiová (silnice, horská kola)
- 2011 – Denisa Bartizalová (horská kola)